# Charles Despiau

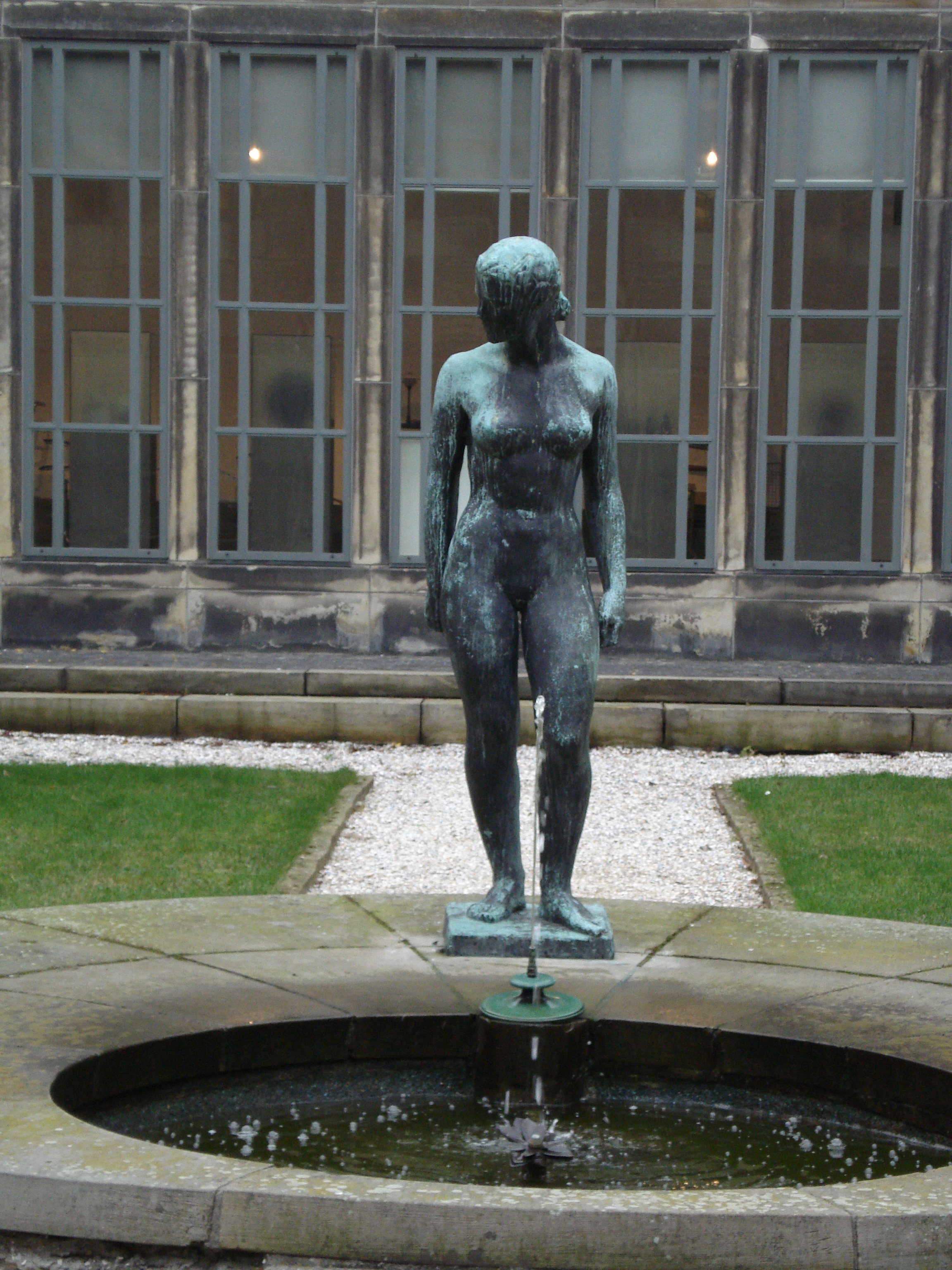
Assia, escultura de Charles Despiau en Róterdam (1937).

Charles Despiau (Mont-de-Marsan, 4 de noviembre de 1874 - Ibídem, 30 de octubre de 1946), fue un escultor francés.

## Biografía
Charles Despiau se trasladó a París a la edad de 17 años, con motivo de una beca del departamento de las Landes, y entró en la Escuela de Artes Decorativas siendo alumno de Georges Lemaire y posteriormente en la Escuela de Bellas Artes así como en el estudio el escultor Louis-Ernest Barrias. En 1904 se casó con Marie Rudel.
El retrato es la preferencia de Despiau —lo cual no le impide crear estatuas sobre todo en los últimos tiempos— y expone cada año en el Salón de la Société Nationale des Beaux-Arts. A través de su poder plástico y su verdad psicológica, sus retratos son muy notables, gracias a un largo y apasionado trabajo. En 1907, animado por el busto en yeso de Paulette, Auguste Rodin le pidió que trabajara con él. Este fue el comienzo de un período de práctica profesional hasta 1914 año de su movilización por la Gran Guerra. Se vio forzado a abandonar entonces la talla del mármol que le había confiado Rodin del Génie du Repos Éternel, destinado al monumento conmemorativo del pintor Puvis de Chavannes. El yeso, que mide dos metros, había hecho necesaria la contratación de un segundo taller, Villa Corot, donde Despiau se había instalado con su esposa, María. Desmovilizado después de la guerra y Rodin que había muerto en 1917, se negó a terminar la talla del mármol del Genio. El mármol inacabado se expone actualmente en la galería de los jardines del museo Rodin en París. Frecuentó, de vuelta a París con un grupo de artistas, que un día un periodista especializado en arte nombró con gran éxito la «banda Schnegg» , un grupo de escultores donde Lucien Schneg, hermano de Gaston Schnegg, era su motor principal: Antoine Bourdelle, Robert Wlérick, Leon-Ernest Drivier, François Pompon, Louis Dejean, Alfred Jean Halou, Charles Malfray, Auguste de Niederhäusern, Henry Arnold (en francés), Jane Poupelet, Yvonne Serruys... Después de la muerte de Lucien en 1909, la banda sigue reuniéndose en torno a Gaston. 
El yeso del Genio, donado a Despiau por Auguste Rodin, se quedó en la Villa Corot, a continuación, se trasladó en 1930, a la calle Brillat-Savarin donde hizo construir su casa y taller, cuando Charles Despiau finalmente conoce el éxito con su primera exposición-venta en Nueva York. Los herederos, de este yeso, los señores Alain Kotlar, después de haberla limpiado y restaurado, donaron este «original» al museo de yesos de Meudon en 2001. La fundición del original en bronce del Genio están a la venta en el taller Despiau.
A partir de 1932, el encuentro con Assia Granatouroff, modelo profesional que muchos artistas desde Dora Maar a Germaine Krull pasando por Soutine, hace que Despiau le pida que pose para él, lo que le permite sublimar el cuerpo de la mujer. Surge, en su escultura, a la vez, fuerza, belleza, serenidad, sencillez, Assia, se convierte así en la moderna Venus del renacimiento italiano, que incluso en el arte del siglo XX un periodista comparó el arte de Despiau como: «El Donatello del siglo XX» ", dijo Anatole de Monzie. Assia es uno de los desnudos femeninos más bellos de la historia de la escultura. Se ajusta a los cánones de la hermosa joven, responde a la concepción que se hace de la mujer ideal.

## Obras en museos
Las obras de Despiau se encuentran en numerosas colecciones privadas del mundo. En cuanto a museos, se encuentran obras suyas, en particular en el Museo Nacional de Arte Moderno en París (legado de un número muy importante de esculturas y dibujos realizado por su esposa, María, a su muerte,), el Museo de Arte Moderno de la ciudad de París, el Museo de Mont-de-Marsan. Numerosos museos en el extranjero, incluyendo el Museo Nacional de Bellas Artes de Argel.